# Julian Riedel
Julian Riedel (sinh ngày 10 tháng 8 năm 1991) là một cầu thủ bóng đá người Đức thi đấu ở vị trí hậu vệ cho câu lạc bộ Waldhof Mannheim tại 3. Liga.